# Andreas Kron
Andreas Lorentz Kron (Albertslund, Dinamarca, 1 de junho de 1998) é um ciclista profissional dinamarquês que compete com a equipa Lotto Soudal.

## Trajectória
Estreia como profissional em 2017 com a equipa de seu país Riwal Platform Cycling Team. Um ano depois conseguiria a sua primeira vitória ao ganhar a terceira etapa da Flèche du Sud. Em 2019 também conseguiria triunfar com a selecção nacional ao se impor em solitário na 2.ª etapa do Orlen Nations Grand Prix, permitindo-lhe assim finalizar 2.º na classificação geral.
a 21 de agosto de 2020 o Lotto Soudal anunciou seu contrato para os seguintes dois anos a partir de 2021. Dois dias depois conseguiu a medalha de prata na prova em estrada dos campeonatos nacionais da Dinamarca, sendo unicamente superado por Kasper Asgreen.

## Palmarés
- 2018
  - 1 etapa da Flèche du Sud

- 2019
  - 1 etapa do Orlen Nations Grand Prix

- 2020
  - 2.º no Campeonato da Dinamarca em Estrada 
  - 1 etapa do Tour do Luxemburgo

- 2021
  - 1 etapa da Volta à Catalunha

## Equipas
- Riwal (2017-2020)
  - Riwal Platform Cycling Team (2017)
  - Riwal CeramicSpeed Cycling Team (2018)
  - Riwal Readynez Cycling Team (2019-08.2020)
  - Riwal Securitas Cycling Team (08.2020-12.2020)
- Lotto Soudal (2021-)